# Arturo Nathan

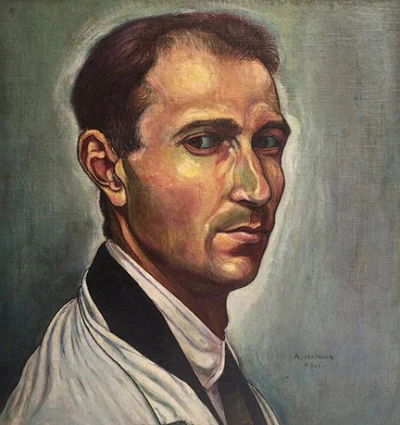
Selbstporträt (1924)

Arturo Nathan (geboren 17. Dezember 1891 in Triest, Österreich-Ungarn; gestorben 25. November 1944 in Biberach an der Riß), beerdigt in Laupheim, war ein italienischer Maler jüdischer Abstammung mit britischem Pass. Er war Opfer des NS-Regimes.

## Leben
Arturo Nathan war Sohn des wohlhabenden Kaufmanns Jacob Nathan mit irakisch-jüdischen Wurzeln und britischem Pass aus Bombay sowie der Triestinerin Alice Luzzatto. Er besuchte das Lyceum in Triest; zur weiteren kaufmännischen Ausbildung zog er nach Genua und London. Im Ersten Weltkrieg ging Nathan nach Großbritannien und wurde als Soldat in die British Army eingezogen.
Nathan kehrte 1919 mit schweren Kriegstraumata nach Triest zurück, wo er auf Anraten des Psychoanalytikers Edoardo Weiss als Autodidakt mit der Malerei begann. Er erhielt Unterricht bei Giovanni Zangrando.
Er hatte Kontakt zu den Triestiner Intellektuellenzirkeln um Umberto Saba und Italo Svevo. Seine frühen Bilder der 1920er Jahre in Öl und Tempera auf Holz standen unter dem Einfluss des Symbolismus sowie in der Folge von Henri Rousseau, Paul Gauguin und Georges Seurat und der 1918 gegründeten Zeitschrift Valori Plastici. 1925 kam er in Rom in Kontakt zu Giorgio De Chirico sowie dessen Bruder Alberto Savinio und wurde ein Vertreter des italienischen magischen Realismus. In seinen Küstengemälden tauchten nun antike Ruinen, Statuen, Pferde und sinkende Schiffe auf. 1926 nahm er an der Kunstausstellung Tre Venezie in Padua teil sowie 1926, 1928, 1930, 1932 und 1936 an der Biennale Venedig.
Seine einzige Gruppenausstellung hatte er 1929 mit Leonor Fini und Carlo Sbisà in der Galleria Vittorio Barbaroux in Mailand. Er war auch auf der Quadriennale d’Arte Nazionale in Rom 1931 und 1935 vertreten. 1935 schrieb Jacques Girmounsky auf Französisch eine Monografie über ihn, 1936 folgte eine weitere auf Italienisch von Umbro Apollonio.
Von den ab September 1938 in Italien schrittweise eingeführten Rassengesetzen war Nathan betroffen und konnte daher nach 1938 nicht mehr ausstellen. Seine Gemälde wurden zunehmend düsterer. Er zog zu seiner Schwester nach Rom. 
Nach Kriegseintritt Italiens 1940 wurde der Sohn einer Italienerin, aber laut Pass britischer Ausländer, von den Faschisten in Internierungslager in Offida und Falerone in den Marken deportiert. Am 14. November 1943 (Versammlung der republikanisch-faschistischen Partei in Verona) wurden Juden grundsätzlich zu Angehörigen einer Feindnation erklärt (Manifest von Verona) und verloren ihre italienische Staatsangehörigkeit. Nach der deutschen Besetzung Italiens 1943 wurde er in das von den italienischen Faschisten eingerichtete Durchgangslager Fossoli bei Carpi verbracht und 1944 von den deutschen Nationalsozialisten in das KZ Bergen-Belsen deportiert. Als sogenannter Austauschjude wurde er in das Lager Lindele in Biberach an der Riß verlegt, wo er nach wenigen Tagen im Lagerhospital verstarb. Die Beisetzung fand auf dem evangelischen Friedhof in Biberach statt. Im Jahr 1946 erfolgte die Umbettung auf den jüdischen Friedhof in Laupheim. Seine Grabstätte befindet sich auf der nördlichen Seite, Reihe 29, Nr. 10.
Nach Kriegsende schrieb De Chirico einen Nachruf in der Zeitung Domenica. Im Rahmen der 24. Biennale di Venezia 1948 richtete Umbro Appolonio eine Retrospektive aus. Nathan geriet danach bis Ende der 1960er Jahre in Vergessenheit.
In Triest wurde 2017 vom Teatro Miela unter dem Titel artista della solitudine erstmals eine Performance durchgeführt, die an den Künstler erinnert.

Werke
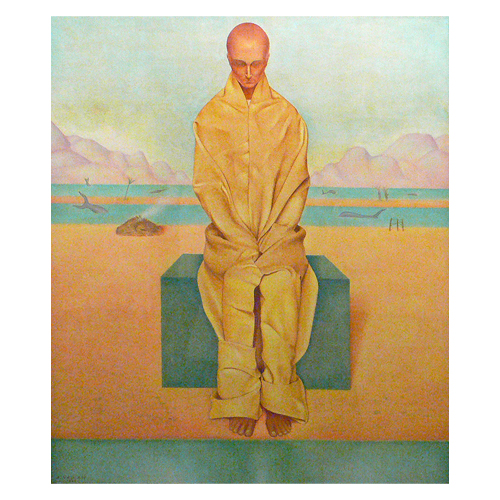
Exil (1928)
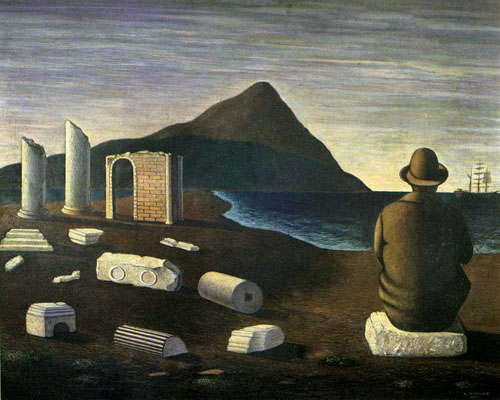
Il ghiaccio del mare (1928)
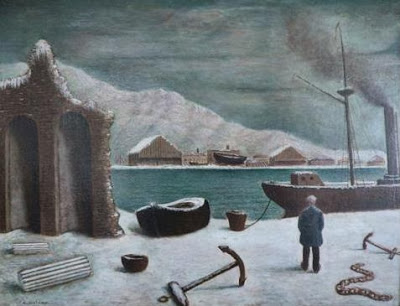
Costa ghiacciata con rovine (1929)
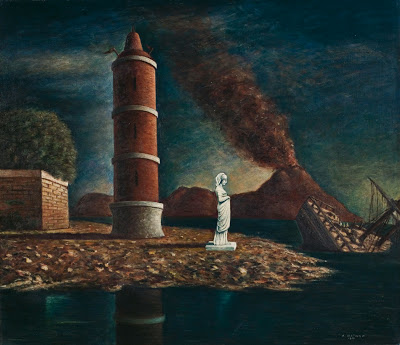
Statua (1930)
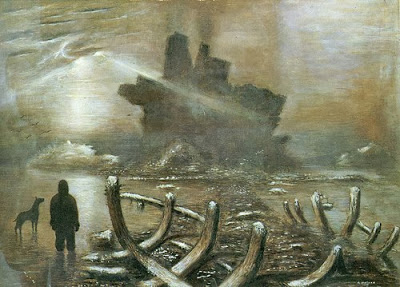
Nave naufragata (1930)